# Vasan Virpur
Vasan Virpur fou un petit estat tributari protegit de l'agència de Rewa Kantha al grup de Sankheda Mehwas, presidència de Bombai.
Tenia una superfície d'uns 33 km² i el formaven dos pobles. El nom del governant vers 1883 era Daima Jitabawa. Els ingressos de l'estat s'estimaven en unes mil lliures, de les quals en pagava poc més de 43 lliures al Gaikwar de Baroda.